# Женски национален отбор по водна топка на България
Женският национален отбор по водна топка на България представлява страната на международни състезания в спорта водна топка.
През 2023 година отборът постига най-големия си успех, като се класира за пръв път в историята си на европейско първенство по водна топка, което ще се проведе през 2024 година в Израел. Това става след победа над Малта и загуба от Словакия на квалификационния турнир, проведен в Бургас.
Националният отбор е възобновен отново след 16 години пауза, като за последно през 2007 участва във второто ниво на континенталния шампионат, завършвайки на 16-а позиция.